# Africa ama
Africa ama è un film del 1971, diretto da Angelo e Alfredo Castiglioni e montato da Guido Guerrasio.